# Emy Machnow

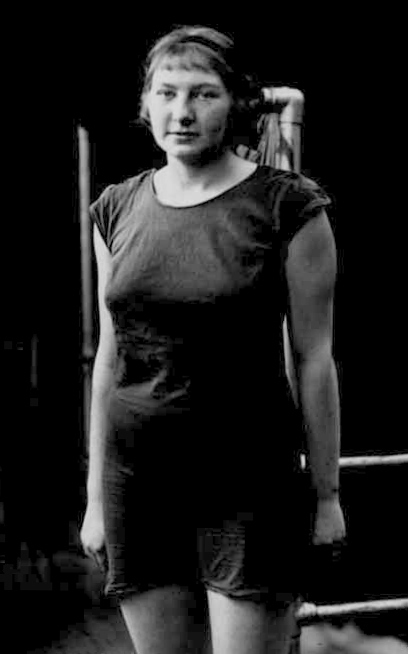
Emy Machnow

Emily „Emy“ Gunilla Machnow, nach Heirat Emily Gunilla Almberg (* 1. September 1897 in Stockholm; † 23. November 1974 in Malmö), war eine schwedische Schwimmerin.
Emy Machnow gewann 1913 und von 1915 bis 1917 bei den schwedischen Meisterschaften den Titel über 100 Meter Freistil. 1919 schloss sie ihr Sportlehrerinnenstudium am Vorgängerinstitut des heutigen GIH ab.
Bei den Olympischen Spielen 1920 in Antwerpen traten Aina Berg, Emy Machnow, Carin Nilsson und Jane Gylling als 4-mal-100-Meter-Freistilstaffel an. Da nur drei Staffeln antraten, hatten alle Teilnehmerinnen eine Medaille sicher. Es siegte die Staffel aus den Vereinigten Staaten mit 29 Sekunden Vorsprung vor den Britinnen, die Schwedinnen hatten im Ziel 2,8 Sekunden Rückstand auf die Zweitplatzierten.